# The Conqueror Worm

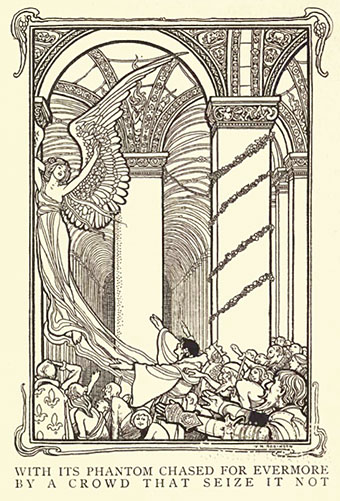
Edgar Allan Poe: The Conqueror Worm – Illustration von Noel (um 1900)

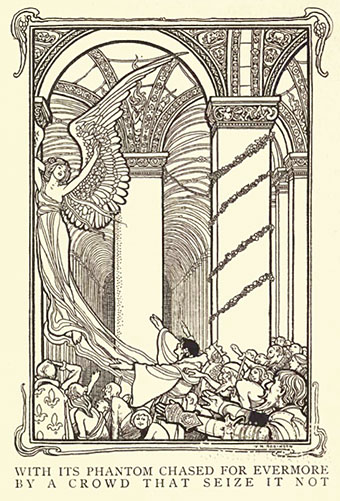
Illustration durch Hugh Noel. Herausgegeben 1900.

The Conqueror Worm (dt. Der Erobererwurm) ist ein Balladen-Gedicht von Edgar Allan Poe. Es wurde zuerst 1843 im Graham's Magazine veröffentlicht, jedoch kurz darauf durch Poe in einer revidierten Version von 1845 der Kurzgeschichte Ligeia beigefügt. In dieser Geschichte hat die Titelfigur das Gedicht wenige Tage vor ihrem Tode niedergeschrieben und bittet den Erzähler in ihrem Todeskampf, einige Verse zu wiederholen.

## Form und Zusammenfassung
Das Gedicht bedient sich der beliebten Allegorie, die das Leben als ein Bühnenspiel skizziert und maßgeblich durch William Shakespeare geprägt wurde. Für Poe hat sie darüber hinaus Bedeutung, weil seine Eltern beide Schauspieler waren:
In Anlehnung an das Klassische Drama besteht es aus fünf Strophen stellvertretend für drei Akte, ein Zwischenspiel und einen Epilog. Die Strophen in Poes Gedicht erfüllen dementsprechend die Funktionen der verschiedenen Akte aus der Dramentheorie.
In der ersten Strophe werden die Rahmenbedingungen gegeben und die Akteure vorgestellt: Diese sind eine Schar Engel, eine Schar Menschen und der Erobererwurm als der personifizierte Tod. Die Engel sind sich über den katastrophalen Ausgang des Stücks im Klaren und treten in Trauerkleidung auf. Ein Orchester spielt ruckartige und unbeständige Musik.
In der zweiten Strophe werden die Menschen näher vorgestellt. Sie fühlen sich von Gott begnadet, gleichen aber eher seelenlosen Puppen, die beharrlich einem gestaltlosen Ideal (beziehungsweise einer Hoffnung oder einem Traum) nachjagen. Die Engel kommentieren dieses Verhalten als invisible woe: unsichtbares Leid.
Die dritte Strophe steht außerhalb der Handlung: Ein Dritter mahnt, dass das „Bunte Schauspiel“ sicher nicht vergessen werde. Dem Ideal werde immerfort nachgejagt werden, und das Wesen des Stückes sei der Wahnsinn und die Sünde der Menschen.
Die vierte Strophe treibt die Handlung weiter fort: Dem immerwährenden Hetzen der Menschen entsteigt eine Gestalt. Sie beginnt, die Schauspieler auf brutale Art und Weise zu fressen. Die Engel beweinen die Menschen.
Die letzte Strophe konstituiert ein Nachspiel und macht das gleich mit den ersten Worten verstärkt deutlich: "Aus ist das Licht!". Die Engel sind blass und bleich und verkünden sich erhebend die Einsicht, dass das vorangegangene Spiel die Tragödie "Mensch" gewesen, deren Held der Tod sei.

## Reim und Metrik
Dass die metrische Struktur der ersten 4 Verse der ersten Strophe zu der der ersten 4 Verse der zweiten Strophe genau invers ist, lässt die Deutung einer Bedeutungsanalogie zwischen Engeln und Menschen zu, die in den jeweiligen Gedichtabschnitten vorgestellt werden. Die identische metrische Struktur von Strophe 3 und 4 wird damit erklärt, dass die Handlung der 4. Strophe nur das Eintreffen der Vorhersagen aus der 3. Strophe konstituiert.

### Reim
Mit Ausnahme der letzten Strophe besteht jede aus 8 Versen in 4 reinen Kreuzreimen der Form ab ab cb cb. Die letzte Strophe hat 2 Kreuzreime und dazu einen jeweils sich kreuzenden Halb- und einen Augenreim. Das gibt die Form: ab ab (c)d (c)d.

### Metrik
Allgemein liegt dem Gedicht ein jambisches Metrum zu Grunde mit entweder 3 oder 4 Versfüßen pro Zeile (Ausnahme 2:16: 2 Füße). Die Fußstruktur ist hier nur in Strophe 3 und 4 identisch. Die letzte Strophe ist rein anapästisch mit durchgehend 3 Versfüßen (Ausnahme 5:33: trochäisch).

Der Nereis-Wurm wurde 1758 von Carl von Linné entdeckt

## Der Wurm im Wurm
Der Ursprung der Verbindung zwischen Würmern mit dem Tod datiert sehr weit vor Poes' Lebzeiten zurück, dennoch wird als Inspiration für das Wurmmotiv eine Vielzahl an Stücken herangezogen.
Mit Sicherheit ist der gigantische blut-rote Wurm mit tödlichen Klauen ein Phantasieprodukt Poes. Trotzdem hat es sein Abbild  in der Wirklichkeit durch den Nereis-Wurm.

## The Conqueror Worm
| Zeile | Text                                        | Versfüße | Versmaß | Reim | Figur    | Übersetzung                                                 |
| ----- | ------------------------------------------- | -------- | ------- | ---- | -------- | ----------------------------------------------------------- |
| 1:1   | Lo! 'tis a gala night                       | 3        | J       | A    |          | Schau! Welch einzigartige Nacht                             |
| 1:2   | Within the lonesome latter years!           | 4        | J       | B    |          | unter den einsamen jüngsten Jahren!                         |
| 1:3   | An angel throng, bewinged, bedight          | 4        | J       | A    |          | Ein Pulk von Engeln, beflügelt und beschmückt,              |
| 1:4   | In veils, and drowned in tears,             | 3        | J       | B    | Hyperbel | verschleiert und in Tränen getränkt                         |
| 1:5   | Sit in a theatre, to see                    | 4        | J       | C    |          | sitzt in einem Theater und betrachtet                       |
| 1:6   | A play of hopes and fears,                  | 3        | J       | B    |          | ein Spiel von Hoffnungen und Ängsten,                       |
| 1:7   | While the orchestra breathes fitfully       | 4        | J       | C    | Metapher | Während das Orchester holperig                              |
| 1:8   | The music of the spheres.                   | 3        | J       | B    |          | Die Musik der Sphären atmet.                                |
| .     |                                             |          |         |      |          |                                                             |
| 2:9   | Mimes, in the form of God on high,          | 4        | J       | A    |          | Schauspieler, nach Gottes Angesicht hoch oben,              |
| 2:10  | Mutter and mumble low                       | 3        | J       | B    | Stabreim | Murmeln und Flüstern leise,                                 |
| 2:11  | And hither and thither fly-                 | 3        | J       | A    |          | Und hier- und dahin eilen sie-                              |
| 2:12  | Mere puppets they, who come and go          | 4        | J       | B    |          | , die sie mehr Puppen sind, die sie kommen und gehen        |
| 2:13  | At bidding of vast formless things          | 4        | J       | C    |          | nachsteigend riesigen gestaltlosen Dingen,                  |
| 2:14  | That shift the scenery to and fro,          | 4        | J       | B    |          | die den Vorhang auf und absenkend,                          |
| 2:15  | Flapping from out their Condor wings        | 4        | J       | C    | Metapher | Schlagen aus ihren Kalifornienkondorschwingen               |
| 2:16  | Invisible Woe!                              | 2        | J       | B    |          | unsichtbares Leid                                           |
| .     |                                             |          |         |      |          |                                                             |
| 3:17  | That motley drama- oh, be sure              | 4        | J       | A    |          | Das bunte Schauspiel-Ach gewiss!-                           |
| 3:18  | It shall not be forgot!                     | 3        | J       | B    |          | soll nicht vergessen sein!                                  |
| 3:19  | With its Phantom chased for evermore,       | 4        | J       | A    |          | Mit dessen Geist, der immerfort zu haschen versucht wird,   |
| 3:20  | By a crowd that seize it not,               | 3        | J       | B    |          | von einer Menge, die es nicht schafft,                      |
| 3:21  | Through a circle that ever returneth in     | 4        | J       | C    | Symbol   | die durch einen Kreis, der immer wieder                     |
| 3:22  | To the self-same spot,                      | 3        | J       | B    |          | in denselben Punkt führt,                                   |
| 3:23  | And much of Madness, and more of Sin,       | 4        | J       | C    |          | dem Wahnsinns noch mehr der Sünde verfallen                 |
| 3:24  | And Horror the soul of the plot.            | 3        | J       | B    |          | und Horrors ist das Wesen des Stücks.                       |
| .     |                                             |          |         |      |          |                                                             |
| 4:25  | But see, amid the mimic rout                | 4        | J       | A    | Stabreim | Doch schau, inmitten der Bande der Schauspieler             |
| 4:26  | A crawling shape intrude!                   | 3        | J       | B    |          | dringt kriechend eine Erscheinung ein!                      |
| 4:27  | A blood-red thing that writhes from out     | 4        | J       | A    |          | Ein blut-rotes Ding, das bekümmerlich wirkt                 |
| 4:28  | The scenic solitude!                        | 3        | J       | B    | Stabreim | inmitten der szenischen Einsamkeit.                         |
| 4:29  | It writhes!- it writhes!- with mortal pangs | 4        | J       | C    |          | Es quält sich!-Es quält sich!- mit Todeskrämpfen            |
| 4:30  | The mimes become its food,                  | 3        | J       | B    |          | und die Schauspieler gereichen ihm zur Nahrung              |
| 4:31  | And seraphs sob at vermin fangs             | 4        | J       | C    |          | und die Engel beschluchzen seine Fänge                      |
| 4:32  | In human gore imbued.                       | 3        | J       | B    |          | in Menschlichen Blut getränkt.                              |
| .     |                                             |          |         |      |          |                                                             |
| 5:33  | Out- out are the lights- out all!           | 4        | T       | A    | Anapher  | Aus-Aus ist das Licht-Alles Aus!                            |
| 5:34  | And, over each quivering form,              | 3        | A       | B    |          | und über jene zitternde Gestalt                             |
| 5:35  | The curtain, a funeral pall,                | 3        | A       | A    | Metapher | ein Vorhang, ein Leichentuch,                               |
| 5:36  | Comes down with the rush of a storm,        | 3        | A       | B    |          | sinkt herab mit der Geschwindigkeit eines Unwetters         |
| 5:37  | While the angels, all pallid and wan,       | 3        | A       | (C)  |          | Und die Engel alle blass und bleich                         |
| 5:38  | Uprising, unveiling, affirm                 | 3        | A       | D    |          | bejahen aufstehend, enthüllend                              |
| 5:39  | That the play is the tragedy, "Man,"        | 3        | A       | (C)  |          | Dass es sich bei dem Spiel um die Tragödie "Mensch" handelt |
| 5:40  | And its hero the Conqueror Worm.            | 3        | A       | D    |          | und um seinen Helden: den Erobererwurm.                     |

## Deutsche Übersetzungen (Auswahl)
- 1891: Hedwig Lachmann: Der Eroberer Wurm. Verlag des Bibliographischen Bureaus, Berlin.
- 1922: Theodor Etzel: Eroberer Wurm. Propyläen, München.
- 1922: K. Merling: Überwinder Wurm. Rösl & Cie., München.
- 1966: Arno Schmidt: Der Sieger Wurm. Walter Verlag, Freiburg i. Br.
- 1989: Barbara Cramer-Nauhaus: Der Eroberer Wurm. Insel-Verlag, Leipzig.

## Bibliografie
- Heartman, Charles F. and James R. Canny, A Bibliography of First Printings of the Writings of Edgar Allan Poe, Hattiesburg, MS: The Book Farm, 1943.
- Lubbers, Klaus, "Poe's 'The Conqueror Worm'," American Literature, 1967, 39:375-379
- Thomas Ollive Mabbott (Hrsg.) Collected Works of Edgar Allan Poe. (Vol 1 Poems), Cambridge, *Mass.: The Belknap Press of Harvard University Press, 1969.
- Routh, James, "Notes on the Sources of Poe's Poetry: Coleridge, Keats, Shelley," Modern Language Notes, March 1914, 29:72-75
- Tritt, Michael, " 'Ligeia' and 'The Conqueror Worm'," Poe Studies, 1976, 9:21-22
- Whitty, James Howard, ed., The Complete Poems of Edgar Allan Poe, Boston: Houghton Mifflin Co, 1911